# 李荣荣
李荣荣（1963年—），女，北京人，中国跳伞运动员，国际级运动健将。曾获得体育运动荣誉奖章。